# Kościół Starokatolicki Mariawitów w Ameryce Północnej
Kościół Starokatolicki Mariawitów w Ameryce Północnej (ang. Mariavite Old Catholic Church – Province of North America) – jeden z niezależnych starokatolickich kościołów mariawickich, działający na terenie Stanów Zjednoczonych i Kanady. Według danych podawanych przez wspólnotę liczy ona 350 tys. wiernych. Zwierzchnikiem kościoła był do chwili śmierci abp Robert Ronald Jan Maria Zaborowski, a siedziba i centrum Kościoła znajdowały się w Wyandotte (Michigan). Kościół Starokatolicki Mariawitów w Ameryce Północnej jest od 1954 (po śmierci biskupa Romana M. Jakuba Próchniewskiego) niezależną wspólnotą religijną i nie jest oficjalnie częścią Kościoła Starokatolickiego Mariawitów.

## Historia
Kościół Starokatolicki Mariawitów w Polsce powstał w 1906 w wyniku rozłamu w polskim Kościele rzymskokatolickim, który nie zaakceptował Dzieła Wielkiego Miłosierdzia – objawień Marii Franciszki Kozłowskiej i opartej na tych objawieniach działalności Zgromadzenia Kapłanów Mariawitów. Idea mariawityzmu za sprawą polskich emigrantów przeszczepiona została za ocean, gdzie w 1930 powstał – z inicjatywy wiernych Polskiego Kościoła Katolickiego, którzy po śmierci biskupa Stefana Kamińskiego pozostawali bez stałego duszpasterstwa – Kościół Starokatolicki Mariawitów w Ameryce Północnej. Pierwszy biskup północnoamerykańskiej prowincji, Franciszek Maria Ignacy Boryszewski, święcenia kapłańskie otrzymał 27 grudnia 1925 z rąk abpa Starorzymskiego Kościoła Katolickiego: Karmela Henryka Carfory. Biskup Boryszewski sakrę biskupią otrzymał od biskupa Romana Marii Jakuba Próchniewskiego z Kościoła Starokatolickiego Mariawitów w Polsce, przy udziale arcybiskupów z Amerykańskiego Kościoła Katolickiego. Od 1976 do 2010 zwierzchnikiem wspólnoty był brat arcybiskup Robert Ronald Jan Maria Zaborowski.

## Nauka Kościoła Starokatolickiego Mariawitów w Ameryce Północnej
Kościół Starokatolicki Mariawitów w Ameryce Północnej opiera się na starodawnych, katolickich zasadach wiary i moralności. Zasady te zawarte są w księgach kanonicznych Pisma Świętego Starego i Nowego Testamentu oraz dogmatach i tradycji niepodzielonego Kościoła określone na pierwszych siedmiu soborach powszechnych. Opiera się również na Objawieniu o Bożym Miłosierdziu, otrzymanym przez Założycielkę mariawityzmu wskazującym, że ratunek dla pogrążonego w grzechach świata jest w Chrystusie obecnym w Przenajświętszym Sakramencie oraz we wzywaniu nieustającej pomocy Najświętszej Maryi Panny.
W Kościele Starokatolickim Mariawitów stosuje się ryt Mszy Trydenckiej.
Kościół uznaje siedem Sakramentów Świętych:
- Chrzest – który gładzi grzech pierworodny i czyni ludzi chrześcijanami,
- Bierzmowanie – które umacnia nas w wierze świętej, udzielając darów Ducha św.,
- Ciało i Krew Pańska (Komunia św.) – które pod postaciami chleba i wina dają żywą obecność Pana Jezusa, jako źródła światła, mocy i życia boskiego dla człowieka. Przenajświętszy Sakrament nazywany jest Eucharystią od greckiego słowa "eucharistein" co znaczy "dziękować",
- Pokuta – która gładzi grzechy po chrzcie świętym popełnione,
- Kapłaństwo – które daje moc do sprawowania sakramentów świętych,
- Małżeństwo – które udziela małżonkom łaski do wspólnego pożycia i pobożnego wychowania dzieci,
- Namaszczenie chorych olejem św. – które gładzi grzechy zapomniane, pomaga do dobrej śmierci lub odzyskania zdrowia.